# گورستان پیچ بن
گورستان پیچ بن مربوط به دوران‌های تاریخی پس از اسلام است و در شهرستان قزوین، بخش الموت، روستای پیچ بن واقع شده و این اثر در تاریخ ۲۵ اسفند ۱۳۸۰ با شمارهٔ ثبت ۵۵۴۶ به‌عنوان یکی از آثار ملی ایران به ثبت رسیده است.